# Big Lonely Doug

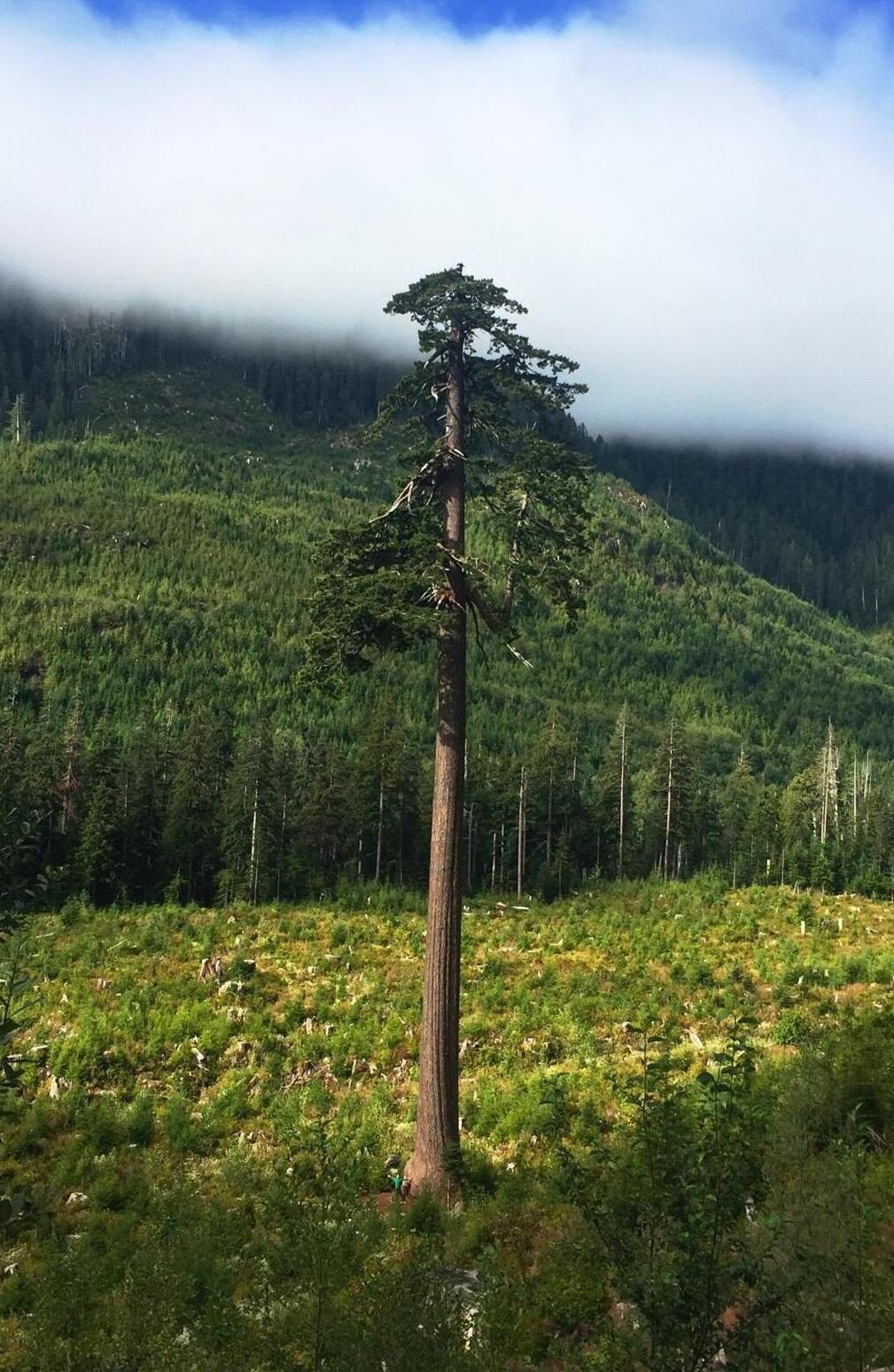
Big Lonely Doug. Man beachte die Person als Größenvergleich

Als Big Lonely Doug ist in Kanada die zweithöchste Douglasie des Landes bekannt, wie der Times-Colonist 2014 berichtete. Sie steht auf Vancouver Island. Der 66 m hohe, ‚große einsame‘ Baum, der einen Durchmesser von 4 m und einen Umfang von 12 m aufweist, sollte im Winter 2011 zum Fällen freigegeben werden, zusammen mit dem 12 ha großen, ihn umgebenden Cutblock number 7190 am Nordufer des Gordon River bei Port Renfrew. Dieser war Teil des Edinburgh Mountain Ancient Forest. Doch der für die Kennzeichnung zukünftiger Holzfällerstraßen und der zu fällenden Bäume zuständige Dennis Cronin – er starb am 12. April 2016 in seinem Haus im nahegelegenen Lake Cowichan – markierte den riesigen Baum stattdessen so, dass er nicht gefällt wurde. Auf dem Band, das er um den Baum wand, und das nur selten in seiner zweiundvierzigjährigen Holzfällerzeit gebraucht wurde, stand „Leave Tree“. Alle anderen Bäume des Cutblocks wurden gefällt, so dass der Baum völlig isoliert stehen blieb.

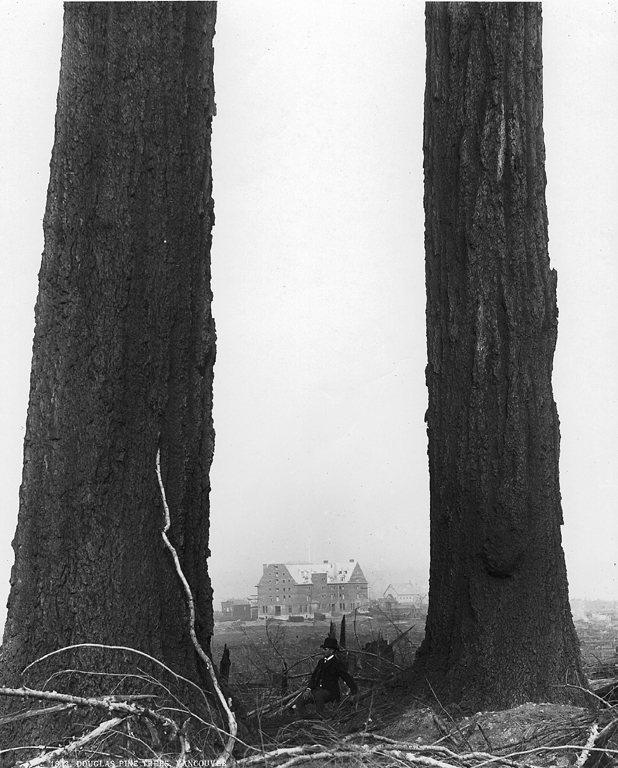
Douglasien in Vancouver, 1887. Die im 19. Jahrhundert dominierende Douglasie verschwand auf Vancouver Island bis auf äußerst geringe Bestände. Das Holz wurde vor allem für den Hausbau verwendet.

Seit den 1990er Jahren gab es Kampagnen gegen das großflächige Fällen von Bäumen (Logging) im Westen Kanadas, sogenannte anti-logging campaigns, in deren Verlauf sich Protestierende an die Bäume ketteten. Dies geschah auch im nahe gelegenen Carmanah-Tal nördlich von Port Renfrew. 1990 bezahlte die Provinz British Columbia dem Holzkonzern MacMillan Bloedel 83,75 Millionen Dollar für das Ende der Holzfällerei in einem Gebiet, aus dem im selben Jahr der Carmanah Walbran Provincial Park hervorging. Ähnliche Proteste gab es bei Tofino, wo im Clayoquot Sound gefällt werden sollte, eine Auseinandersetzung, die in Kanada als War in the Woods bekannt wurde, in dessen Verlauf es zu 800 Verhaftungen kam. 1995 wurde der Sound unter Schutz gestellt, seit 2000 ist er ein Biosphärenreservat.
Zunächst stand Big Lonely Doug ein Jahr unbeachtet, bevor er vom Naturfotografen und Mitarbeiter der Ancient Forest Alliance T. J. Watt Anfang 2012 abgelichtet wurde. Er schätzte das Alter des Riesen auf tausend Jahre. In einer Pressemitteilung vom 21. März 2014 hieß es: „Canada’s Most Significant Big Tree Discovered in Decades!“ Genauere Untersuchungen zeigten, dass sich im Stamm eine tiefe Kerbe befand. Dieser Schaden wurde durch Ketten verursacht, mit denen Holz aus dem Wald gezogen worden war. Außerdem gab es einen durch Sturm verursachten Abbruch eines Astes.
Cronin widersprach der Vermutung der Alliance, der fehlende Schutz durch die umgebenden Bäume sei für letzteren Schaden verantwortlich, denn er hatte den Ast bereits bei seiner Markierung im Unterholz gesehen. Bald stellte sich heraus, dass die umgebenden Bäume vergleichsweise kleine Hemlocktannen gewesen waren. Sie waren vielleicht 150 Jahre alt. Schon einmal hatte also ein Sturm alle Bäume umgeworfen, außer Big Lonely Doug. Damit wurden Mutmaßungen obsolet, der Riese könne Stürmen allein nicht standhalten.

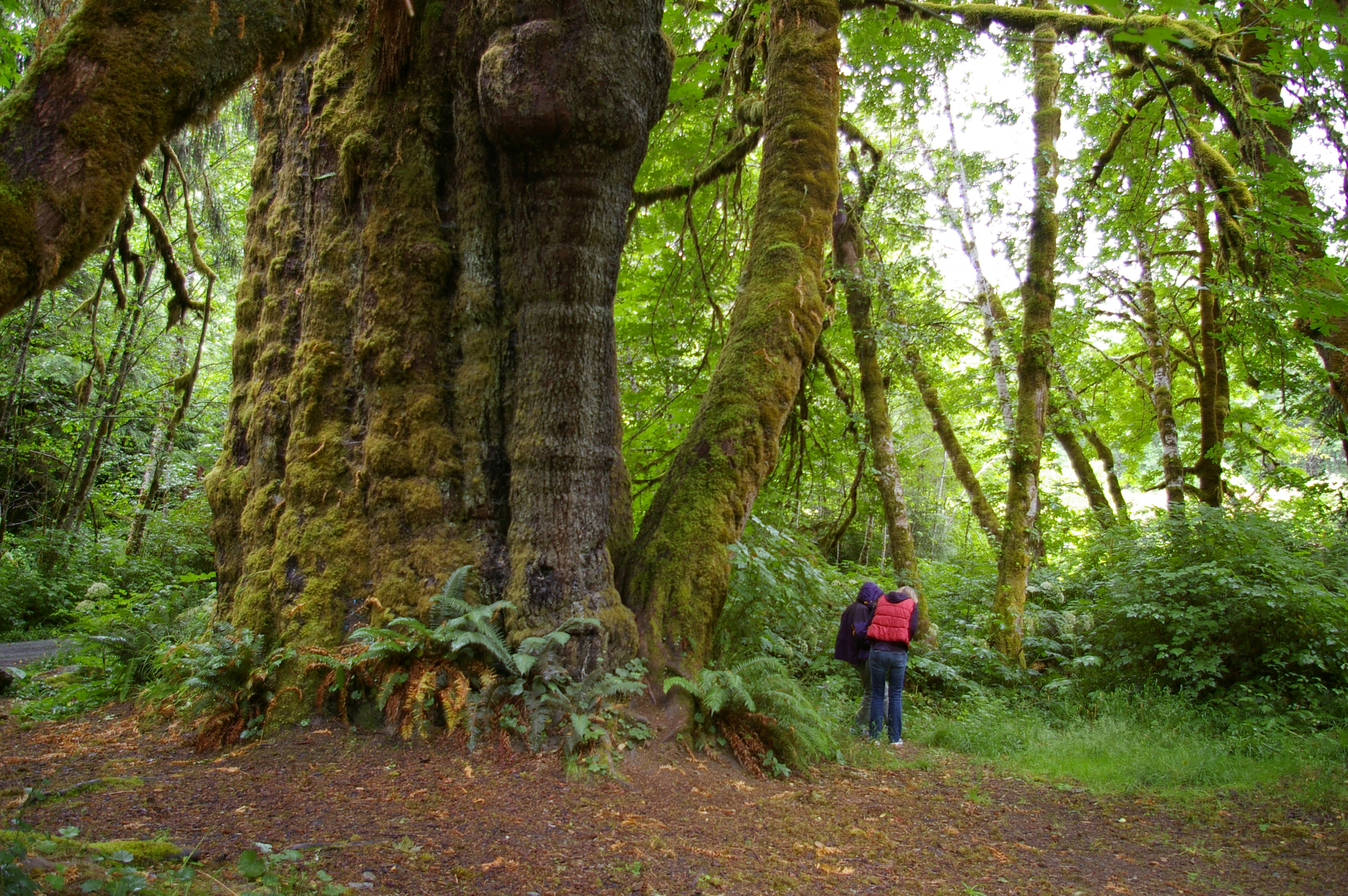
Die San Juan Spruce, Kanadas höchste Sitka-Fichte

Die Ancient Forest Alliance erkannte die Symbolkraft des Baumes und gab ihm seinen Namen. Globe and Mail, Kanadas zweitgrößte Tageszeitung, nannte ihn den „einsamsten Baum in Kanada“. Die Zahl der Besucher wuchs so gewaltig an, dass eine Bekleidungsfirma in Victoria sich bereiterklärte, eine Plattform zu bauen. Port Renfrew, jahrzehntelang von der Holzfällerei abhängig, nannte sich nun „Canada’s Tall Tree Capital“, brachte eine Karte zu den größten Bäumen der Umgebung heraus – mit einem Foto des Riesen auf der Rückseite. In der Umgebung stehen noch andere Riesen, wie die eine Stunde ostwärts stehende Red Creek Fir, die größte Douglasie der Welt, oder die San Juan Spruce, Kanadas höchste Sitka-Fichte, schließlich The Carmanah Giant, Kanadas höchster Baum, der auch nur 2 km abseits vom West Coast Trail steht.
Im Mai 2012 forderte die BC Chamber of Commerce, die 36.000 Unternehmen in der Provinz vertritt, die Unterschutzstellung der verbliebenen alten Baumbestände (old-growth), um die touristische Ressource zu nutzen. Bis 2016 verdoppelte sich die Zahl der Besucher in Port Renfrew. Die Ancient Forest Alliance setzte im Februar den Schutz einer 40 ha großen Old Growth Management Area durch, bekannt als Avatar Grove. Seither entstanden hölzerne Wegekonstruktionen, um die Folgen des Besuchs Tausender Touristen zu mindern. Die Holzfällerei in den Nachbarregionen ging allerdings weiter.
Für die First Nations auf der Insel, die sich seit Jahrzehnten gegen die Abholzungen zur Wehr setzten, wurde Cronins Arbeit nicht nur ökologisch bedeutend, sondern auch kulturell. Er hatte ein 10 m langes, mehr als 100 Jahre altes Kanu entdeckt, das 2,5 km vom Pazifik entfernt, aus einer gefällten Zeder geschnitten worden war (vgl. Culturally Modified Trees). Auch entdeckte er Steinwerkzeuge aus voreuropäischer Zeit, ebenso wie Überreste von Langhäusern. Zudem fand er eine am 30. Oktober 1942 verschwundenen Bomber Avro Anson wieder.
2018 forderte Harley Rustad, der Autor einer Buchpublikation über den Baum, im Globe and Mail die Einrichtung eines Provinzparks unter dem Namen Big Lonely Doug Provincial Park.